# Richard Ulbricht (Agrarwissenschaftler)
Richard Ulbricht (* 9. September 1834 in Tuttendorf bei Freiberg; † 10. Februar 1907 in Loschwitz bei Dresden) war ein deutscher Agrikulturchemiker.
Als Sohn eines evangelischen Geistlichen begann er eine Ausbildung zum Apotheker und wurde 1858 erster Assistent bei dem Agrikulturchemiker Hermann Hellriegel an der landwirtschaftlichen Versuchsstation in Dahme/Mark. 1863 promovierte er an der Universität Leipzig mit einer Arbeit über die Verteilung der Mineralstoffe in den Organen des Rotklees.
1866 wurde er erster Assistent bei dem Agrikulturchemiker Julius Adolph Stöckhardt an der landwirtschaftlichen Versuchsstation in Tharandt. 1869 folgte er einem Ruf an die Landwirtschaftliche Lehranstalt in Ungarisch-Altenburg als Professor für Chemie und landwirtschaftliche Gewerbe. 1873 übernahm er gleichzeitig die Leitung einer von ihm gegründeten Versuchsstation. Als 1884 die ungarische Sprache als offizielle Unterrichtssprache eingeführt wurde, schied er aus dem Amt.
Von 1886 bis 1904 war Ulbricht Leiter der Versuchsstation in Dahme/Mark. Zu seinen wichtigsten Forschungsarbeiten gehören  Vegetationsversuche über die Wirkung von Kalk und Mergel auf die Erträge landwirtschaftlicher Kulturpflanzen.